# Tegernsee (jezioro)
Tegernsee – jezioro w Bawarii. Leży na południe od Monachium.

## Liczby i fakty
- Długość linii brzegowej: 21,04 km
- Ważne miasta: Tegernsee